# Leon Engelsberg
Leon Engelsberg (hebr. ליאון אנגלסברג)  (ur. 1919 w Warszawie, zm. 1998 w Jerozolimie w Izraelu) – izraelski malarz pochodzenia polskiego.

## Życiorys
Urodził się w mieszczańskiej rodzinie żydowskiej i był jednym z czwórki dzieci, miał siostrę bliźniaczkę. Dzieciństwo spędził w Otwocku, uczył się w gimnazjum i pobierał lekcje gry na skrzypcach. Po wybuchu II wojny światowej jego najstarszy brat zginął podczas hitlerowskich bombardowań Warszawy, a Leon wraz ze starszym bratem uciekł do Lwowa, a stamtąd przedostali się do Związku Radzieckiego. W 1943 zaciągnął się do Polskich Sił Zbrojnych polskich jednostek wojskowych formowanych w ZSRR, pod kierownictwem polskich komunistów (Ludowe Wojsko Polskie), powstałych po wyjściu z ZSRR Polskich Sił Zbrojnych pod dowództwem gen. Władysława Andersa. Przeszedł szlak bojowy, podczas jednej z bitew został ranny w oko. Pod koniec wojny powrócił do Warszawy, przekonał się, że rodzice i siostra bliźniaczka, którzy pozostali w Warszawie, zginęli. Studiował w warszawskiej Akademii Sztuk Pięknych, którą ukończył w 1950. W 1957 wyemigrował do Izraela, krótko mieszkał w obozie przejściowym pod Hajfą, a następnie przeniósł się do Jerozolimy w okolice Abu Tor, gdzie mieszkał aż do śmierci. Zmarł w 1998 na zapalenie płuc. W testamencie cały posiadany majątek zapisał państwu. Pragnął, aby jego pracownia została przekształcona w centrum kulturalne, a kolekcja skrzypiec przekazana młodym muzykom. Aby dorobek artystyczny Leona Engelsberga nie uległ rozproszeniu powstała fundacja jego imienia, a większość jego dzieł przeniesiono do zbiorów Muzeum Izraela w Jerozolimie, Muzeum Sztuki w Tel Awiwie i Muzeum Jad Waszem.

## Twórczość
W swoim życiu nie zyskał wielkiego uznania, a jeżeli to u niewielkiej grupy koneserów. Właściciele galerii, którzy zostali poproszeni o zaprezentowanie jego prac podczas indywidualnej wystawy odmówili. Tym samym nie zaprezentował w swoim życiu ani jednej indywidualnej wystawy, a obszerna wystawa jego prac, która obejmowała liczne obrazy olejne i prace na papierze, została pokazana dopiero po jego śmierci w Muzeum Sztuki w Tel Awiwie w 2006.
Wiele z jego obrazów przedstawia pejzaże Jerozolimy i okolic, niektóre poruszają tematykę Holokaustu. Stworzył również znaczną liczbę autoportretów.